# Tetranemertes antonina
Tetranemertes antonina är en djurart som tillhör fylumet slemmaskar, och som först beskrevs av Jean Louis Armand de Quatrefages de Bréau 1846.  Tetranemertes antonina ingår i släktet Tetranemertes och familjen Emplectonematidae. Inga underarter finns listade i Catalogue of Life.